# The Dubliners
The Dubliners (транскр.  Даблинерси) су ирска фолк група основана у Даблину 1962. Бенд се првобитно звао The Ronnie Drew Ballad Group, у част оснивача; они су касније преименовани у The Dubliners. Постава је претрпела многе промене током педесет година каријере. Међутим, успех групе је био захваљујућу водећим певачима Луке Кели и Рони Древ, који су преминули. Бенд је је постигао међународни успех са својим живописним ирским народним песмама, традиционалних уличних балада и инструментала. Бенд је био сталан на народним сценама и у Даблину и у Лондону у раним 1960-их, док нису потписали за Major Minor 1965. након напуштања Dominic Behan. Они су били јако емитованi на Радиu Caroline, и на крају су се појавили на Топ Поп 1967. са хитовима Seven Drunken Nights (који је продат у преко 250.000 примерака у Великој Британији) и Black Velvet Band. Често извођење политичких песма је изазивало контровере у то време, они су привукли критике неких фолк фанатика и Ирске национални емитер RTÉ је поставио незваничну забрану на њихову музику од 1967-1971. Током овог периода популарност бенда почела да се шири на копнени део Европе и они појавили су се у Ед Суливан Шоу у Сједињеним Државама. Успех групе је остао стабилан право кроз 1970е и низ сарадњи са групом Поугс у 1987. омогућила им је улаз УК листу синглова у још два наврата.